# 이계양
이계양(李繼陽, 1424년 9월 ~ 1488년 5월)은 조선 전기의 학자이다. 본관은 진보(眞寶)이다. 자는 달부(達父) 또는 달보(達父), 호는 노송정(老松亭)이다. 퇴계 이황, 온계 이해의 할아버지이며 중종 반정에 참여한 이우의 아버지이다. 생전에 관직을 지내지 않았으나 아들 이우의 출세로 증 병조참판에 추증되고, 여러번 거듭 추증되어 증 이조판서로 추증되었다.
1453년(단종 1) 진사시에 합격하였으나, 이후 벼슬에 뜻을 두지 아니하고 유유자적하였다. 뒤에 단종이 왕위를 찬탈당하자 예안(禮安)으로 낙향하였다. 한때 봉화현교도(奉化縣敎導)로 재직하며 봉화군을 오가기도 했다.
1488년 5월 병으로 사망하였다. 후일 그의 아들 이우의 출세로 증 가선대부 병조참판에 추증되었다가, 다시 1506년(중종 1) 아들 이우가 중종반정에 참여한 공로로 정국공신(靖國功臣) 4등에 책록되고 청해군(淸海君)에 봉군되자, 그도 증 보조공신 이조참판(輔祚功臣吏曹參判)에 추증되고 진성군(眞城君)에 추봉되었다. 뒤에 손자 퇴계 이황의 현달로 다시 증 자헌대부 이조판서에 거듭 추증되었다.